# Città di Genova
Il Città di Genova è stato un incrociatore ausiliario della Regia Marina, già motonave passeggeri italiana.

## Storia

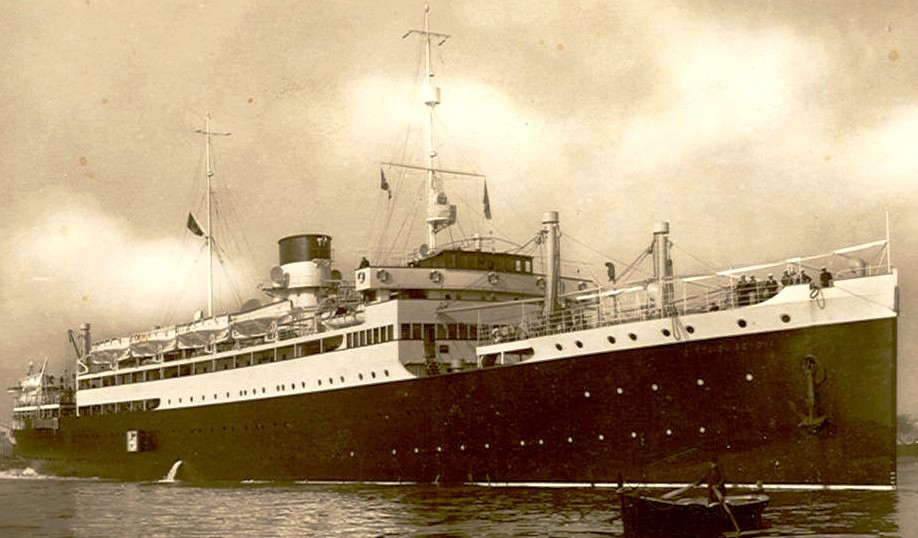
La Città di Genova in servizio civile

Costruita tra il 1929 ed il 1930 nei Cantieri Navali Riuniti di Palermo (per altra fonte, probabilmente erronea, nei Cantieri Navali Riuniti di Ancona) per la Florio Società Italiana di Navigazione, con sede a Roma, insieme alla gemella Città di Palermo, l'unità era originariamente una motonave passeggeri da 5413 tonnellate di stazza lorda, lunga 125,5 metri e larga 15,5, propulsa da due motori Diesel a 6 cilindri della potenza di 1900 HP, che azionavano due eliche permettendo l'elevata velocità (per una motonave mercantile) di 18-19 nodi.
Nel marzo 1932 la Florio si fuse con la Compagnia Italiana Transatlantica (CITRA) formando la «Tirrenia Flotte Riunite Florio-Citra», che il 21 dicembre 1936, a seguito dell'unione con altre compagnie minori, formò la Tirrenia Società Anonima di Navigazione. La Città di Genova seguì i mutamenti delle società armatoriali, venendo iscritta, con matricola 154, al Compartimento marittimo di Palermo. Negli anni trenta la motonave venne impiegata per il trasporto di passeggeri sulla linea Palermo-Napoli-Tunisi-Tripoli.

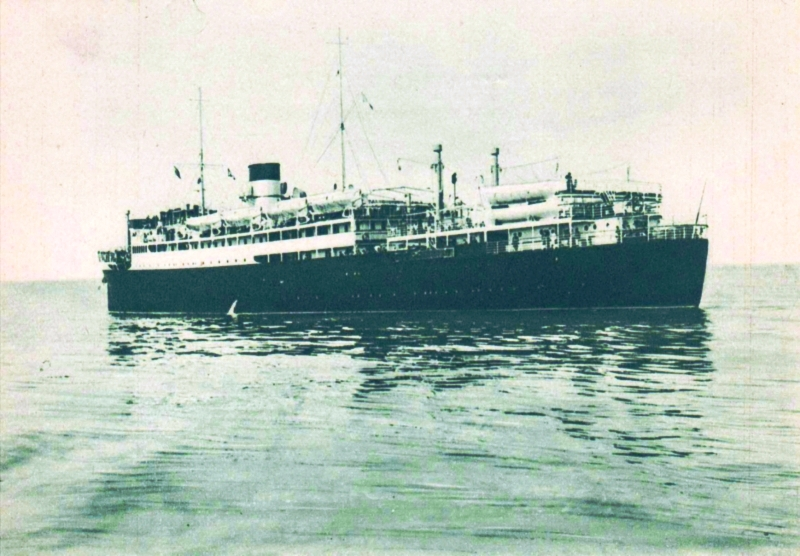
La Città di Genova in navigazione negli anni trenta

Il 13 giugno 1940, tre giorni dopo l'ingresso dell'Italia nella seconda guerra mondiale, la Città di Genova venne requisita dalla Regia Marina ed iscritta nel ruolo del naviglio ausiliario dello Stato come incrociatore ausiliario, con matricola D 4. Armata con quattro cannoni da 120/45 mm, due mitragliere da 20/65 mm ed altrettante da 13,2 mm, la nave venne assegnata principalmente a compiti di scorta ai convogli nonché di trasporto truppe e rifornimenti.
Il 2 settembre 1941 l'incrociatore ausiliario, ormeggiato nel porto di Patrasso, ospitò parte dei sopravvissuti della motonave Cilicia, silurata ed affondata dal sommergibile HMS Rorqual il precedente 28 agosto durante la navigazione da Brindisi a Bengasi (i naufraghi vennero poi trasbordati, all'una di pomeriggio del 4 settembre, sul piroscafo Argentina).

Il 14 novembre 1941, in un periodo particolarmente difficile della battaglia dei convogli, il Città di Genova (con a bordo 562 militari, 104 tonnellate di provviste e 60 di altri rifornimenti) ed un altro incrociatore ausiliario, il Città di Napoli (carico di 130 tonnellate di viveri e materiali, oltre a 697 militari), salparono da Taranto con la scorta dei cacciatorpediniere Pigafetta e Da Verrazzano, arrivando indenni a Bengasi due giorni dopo.

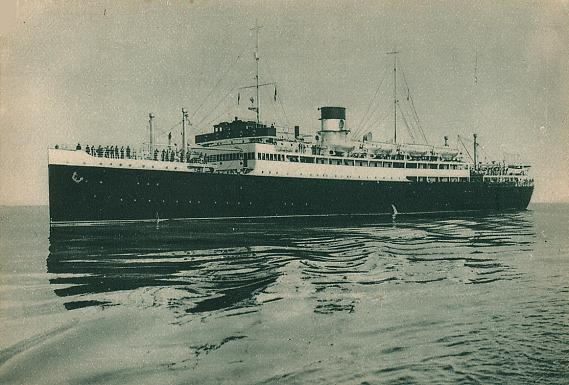
La Città di Genova in una cartolina della «Tirrenia Flotte Riunite Florio-CITRA».

Alcuni giorni dopo l'incrociatore ausiliario lasciò Suda diretto a Bengasi, con arrivo previsto per il 21 novembre, insieme al similare Città di Tunisi e ad unità di scorta, ma il Città di Tunisi, causa avarie all'apparato motore, dovette rientrare a Suda scortato dal cacciatorpediniere Lanzerotto Malocello
Il 13 gennaio 1942 la nave, durante una bufera sviluppatasi all'improvviso, ruppe gli ormeggi e speronò il piccolo piroscafo Capri, spezzandone le catene e danneggiandone leggermente il verricello.
Nell'aprile 1942 assunse il comando del Città di Genova il capitano di fregata Marco Vivaldi Pasqua, che ne sarebbe rimasto comandante sino alla perdita. Nel corso dello stesso mese, il 23 aprile, la nave danneggiò accidentalmente in modo grave le imbarcazioni di servizio della Luftwaffe FL.B 212, FL.B 214 e FL.B 410.

Il 20 gennaio 1943 il Città di Genova lasciò Patrasso alla volta di Bari, con a bordo in tutto 490 uomini: 132 membri dell'equipaggio, 200 militari italiani e 158 prigionieri di guerra greci (a bordo vi erano anche due prigionieri neozelandesi: il capitano J. L. Harrison ed il caporale F. I. A. Woollams). Alle 13.15 del 21 gennaio l'incrociatore ausiliario, che procedeva senza scorta, venne attaccato dal sommergibile britannico Tigris, che gli lanciò una salva di cinque siluri: centrato da due delle armi, alle 13.20, il Città di Genova s'inabissò in pochi minuti, circa 25 miglia ad ovest di Saseno (in posizione 40°32' N e 18°35' E), portando con sé oltre un terzo degli uomini a bordo. 

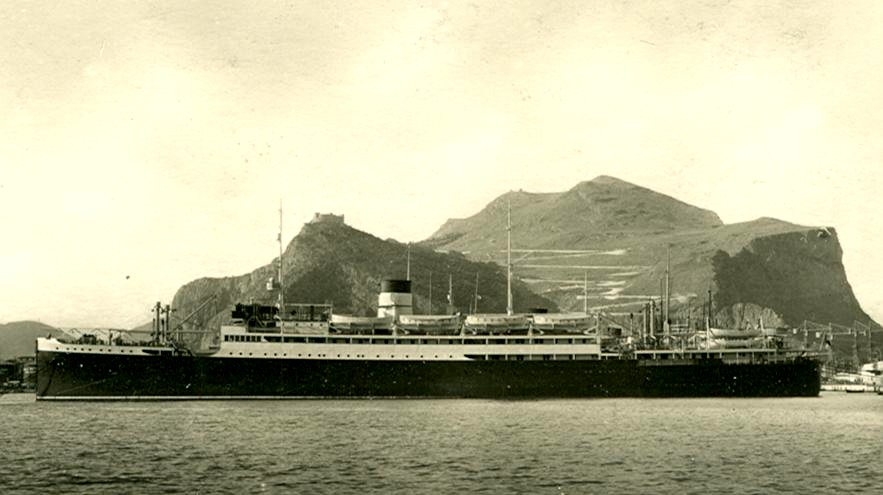
La motonave in arrivo a Palermo.

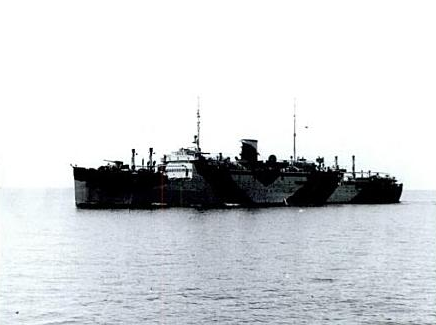
Il Città di Genova, trasformato in incrociatore ausiliario, torna a Patrasso da una missione, il 15 settembre 1942.

Secondo altra versione la nave venne colpita alle 13.15, a 19 miglia da Saseno, da un primo siluro, cui il Tigris fece seguito, mentre l'unità era in agonia, con una seconda arma che ne accelerò la fine: colpito anche dal secondo siluro, il Città di Genova si capovolse ed affondò trascinando a fondo anche un'imbarcazione che non era ancora stata sganciata dai tiranti, provocando l'annegamento degli occupanti (tra i quali il comandante Vivaldi Palma, alla cui memoria venne conferita la Croce al merito di guerra).

Alle 22.30 il piroscafetto requisito Eolo, posto, quale unità ausiliaria, alle dipendenze della XXXV Flottiglia unità requisite ed ormeggiato in quel momento a Saseno, ricevette l'ordine di accendere le caldaie e tenersi pronto a muovere, ed alle 23 ricevette l'ordine di salpare per soccorrere i naufraghi del Città di Genova. Alle 23.20 l'Eolo individuò, sette miglia a ponente di Saseno, un'imbarcazione dell'incrociatore ausiliario, che raggiunse dopo un quarto d'ora, recuperando da essa 26 membri dell'equipaggio del Città di Genova (3 ufficiali, 2 sottufficiali e 21 marinai) e due prigionieri ellenici.

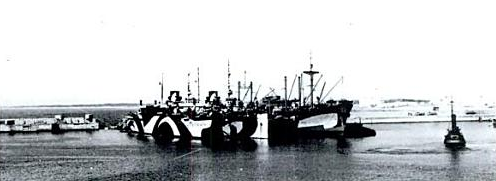
Il Città di Genova ed il quasi gemello Città di Tunisi ormeggiati a Patrasso durante la seconda guerra mondiale.

 I superstiti, cui furono fornite le prime cure (alcuni erano feriti, uno dei quali molto gravemente) ed un pasto, vennero sbarcati a Saseno, dove l'Eolo aveva subito diretto alla massima velocità, alle 0.35 del 22 gennaio, dopo di che la piccola unità riprese il mare all'1.20, restando poi sino alle sette di mattina nella zona dell'affondamento, alla ricerca di altri naufraghi. Dopo aver ricevuto informazioni da ricognitori aerei, l'Eolo si portò a 7 miglia per 110° da Saseno, recuperando alle 9.10 quindici corpi. Rientrata a Saseno, la nave ne ripartì alle 4.30 del 23 gennaio portandosi a 28 miglia per 120°, nella zona in cui si riteneva che l'incrociatore ausiliario fosse affondato, ispezionando l'area ma trovando solo rottami e chiazze di nafta. Il 22 gennaio, frattanto, una cannoniera italiana aveva recuperato un'altra scialuppa sovraccarica di italiani e greci (a bordo vi era anche il prigioniero neozelandese sopravvissuto, il caporale Woollams, mentre l'altro prigioniero, il capitano Harrison, era scomparso durante l'abbandono della nave). Alle operazioni di soccorso parteciparono anche altre unità navali, che perlustrarono la zona e recuperarono complessivamente poco meno di trecento uomini.
In tutto scomparvero nell'affondamento 173 uomini, mentre 317 poterono essere salvati.